# Classicismo retorcido
O classicismo retorcido foi um estilo artístico criado pelo escultor polonês Stanisław Szukalski na década de 1920. Szukalski fundiu o movimento e a energia do futurismo, a emoção do impressionismo e as configurações geométricas do cubismo em uma única forma.

## Estilo e influências
No caso de Szukalski, podemos falar de transgressão, de transgressão - da arte e suas convenções - alcançando distâncias desconhecidas e descobrindo lados que, a despeito de todas as artes de vanguarda, permanecem inclassificáveis. Em suas esculturas, os músculos são tensos e exagerados em suas formas humanas, os traços faciais são cinzelados.
Diferentes culturas ainda estão presentes nessas obras, "da arte gótica e renascentista europeia, passando por estilos contemporâneos como Art Nouveau e expressionismo, à arte pré-colombiana".